# 제나탱고
제나탱고는 2015년 공연 '정동극장 기획공연 - 전통ing'으로 데뷔한 대한민국의 퓨전국악탱고밴드다.

## 방송
- 조선판스타 (2021) - Top50

## 음반
- Sweet Tango (2019)
- GENA (2020)

## 공연
- 정동극장 기획공연 - 전통ing (2015)
- 제71회 에든버러 페스티벌 프린지 (2018)
- 제나탱고 시,계 X 프로젝트 (2019)
- 국악을 만나 달콤 쌉싸름한 탱고이야기 sweet tango (2019)
- 제나탱고&허주 온라인 콘서트 (2021)

## 수상
- 문화가 있는 날 청춘마이크 청년예술가 우수아티스트 (2016)